# Otouzoundjou
Otouzoundjou est un village de la région de Zangilan en Azerbaïdjan.

## Histoire
En 1993-2020, Otouzoundjou était sous le contrôle des forces armées arméniennes. En 2020, le village d'Otouzoundjou a été restitué sous le contrôle de l'Azerbaïdjan.